# Amphoe Suk Samran
Amphoe Suk Samran (thailändisch อำเภอ สุขสำราญ) ist ein Landkreis (Amphoe – Verwaltungs-Distrikt) der  Provinz Ranong. 
Die Provinz Ranong liegt im Nordwesten der Südregion von Thailand.

## Geographie
Amphoe La-un wird von folgenden Amphoe begrenzt (vom Norden im Uhrzeigersinn aus gesehen): Amphoe Kapoe der Provinz Ranong, Amphoe Ban Ta Khun der Provinz Surat Thani sowie Amphoe Khura Buri der Provinz Phang Nga. Nach Westen liegt die Andamanensee.
Die östliche Hälfte des Landkreises ist Teil des „Wildschutzgebiets Khlong Nakha“ (Thai: เขตรักษาพันธุ์สัตว์ป่าคลองนาคา, im englischen Sprachgebrauch: Khlong Nakha Wildlife Sanctuary).

## Geschichte
Am 1. April 1992 wurde Suk Samran zunächst als Kleinbezirk (King Amphoe) eingerichtet, indem der südliche Teil des Amphoe Kapoe abgetrennt wurde.
Am 15. Mai 2007 hatte die thailändische Regierung beschlossen, alle 81 King Amphoe in den einfachen Amphoe-Status zu erheben, um die Verwaltung zu vereinheitlichen.
Mit der Veröffentlichung in der Royal Gazette „Issue 124 chapter 46“ vom 24. August 2007 trat dieser Beschluss offiziell in Kraft.

## Verwaltung

### Provinzverwaltung
Amphoe Suk Samran ist in zwei Gemeinden (Tambon) eingeteilt, welche weiterhin in 13 Dörfer (Muban) unterteilt sind.
| \| Nr. \| Name \| Thai \| Muban \| Einw.[4] \| \| --- \| -------- \| ----- \| ----- \| -------- \| \| 1. \| Nakha \| นาคา \| 7 \| 6.213 \| \| 2. \| Kamphuan \| กำพวน \| 6 \| 5.912 \| |          |       |       |       |
| Nr. | Name     | Thai  | Muban | Einw. |
| 1. | Nakha    | นาคา  | 7     | 6.213 |
| 2. | Kamphuan | กำพวน | 6     | 5.912 |

### Lokalverwaltung
Es gibt eine Kleinstadt (Thesaban Tambon) im Bezirk:
- Kamphuan (เทศบาลตำบลกำพวน) besteht aus dem gesamten Tambon Kamphuan.

Tambon Nakha wird von einer „Tambon-Verwaltungsorganisationen“ (TAO, องค์การบริหารส่วนตำบล) verwaltet.